# Ejecció de massa coronal
Una ejecció de massa coronal o CME (de l'anglès Coronal Mass Ejection) és l'expulsió d'una enorme quantitat de plasma de la corona solar cap a l'espai, a velocitats de centenars de quilòmetres per segon. Estan formades principalment per electrons i protons, a més de quantitats menors d'heli, oxigen i ferro en forma de ions. Quan les partícules ionitzades arriben a la Terra, alguns dies després, sovint provoquen pertorbacions en la magnetosfera terrestre, comprimint-la al seu costat diürn i estenent la seva cua en el costat nocturn. Quan la magnetosfera es reconnecta en el costat nocturn, es generen trilions de watts de potència, que són dirigits cap a l'atmosfera superior de la Terra. Aquest procés pot provocar aurores particularment intenses. Les ejeccions de la corona solar, així com les fulguracions solars, poder distorsionar les transmissions de ràdio, provocar danys als satèl·lits i a la xarxa de transport d'energia elèctrica. La CME més gran que s'ha mesurat mai va tenir lloc el 1859 i mesurava 100 nanoteslas.